# سامري (فن شعبي)
السامري فنٌّ غنائي شعبي من الشعر النبطي  وهو من الفلكلورات القديمة في السعودية،، ويؤديه مجموعة من الناس على ألحان فيه تشارك وتعاضد، أول من نظم فيه هو الشاعر محسن عثمان الهزاني أمير الحريق في القرن التاسع عشر، ومن بعده شاع وانتشر في قرى منطقة نجد ومدنها وانتقل إلى باقي دول الخليج العربي. ومن ثم جاء الشاعر محمد بن حمد لعبون الذي طور هذا الفن فكان هو أول من نظم به ولحنه، والذي تولى  صياغة ألحان السامري والتي تعرف الآن باللعبونيات نسبة له، وعنه أخذ الذين نشروه وتناقلوه وردده في الزفاف والحفلات الشعبية، ونتيجة لانتشاره وشيوعه أدخل عليه الكثيرون إضافات في اللحن والوزن فصار منه الخماري، والنجدي، والزبيري، والحساوي، والبحري، وغيره.

## نظرة عامة
فن السامري مشهور في السعودية وبالتحديد في منطقة نجد، يعتمد الفن السامري على الدفوف والمرواس ويكون الإيقاع على وزن: (تَك.. دوم تك دوم... تَك... دوم تك دوم...) وهكذا. كما أنه يوجد ما يسمّى اللعب أثناء الغناء. وقيل أن ألحان السامري نحو ثلاثين لحن منها: السامري النجدي والسامري الحوطي والسامري الفجري والسامري القروي. أما السامري في الكويت فينقسم إلى الحوطي والقروي. يتميز الغناء السامري بأنه غناء جماعي، ويقال أنه سمي بالسامري نسبة إلى سمر مجموعة من الناس. والسامري يتكون من قافيتين إحداهما للشطر الأول والثانية للشطر الثاني من أبيات القصيدة المغناة. وقد خرج بعض المغنين عن هذا الأداء، فأصبح يغني والمجموعة ترد عليه بمطلع الأبيات.

## ظهور السامري
يُفيد جذر (سمر)، وفق ما ذكر ابن منظور في لسان العرب: معنى السهر تحت ضوء القمر، وقال اللحياني: معناه ما سمر الناس بالليل وما طلع القمر، والمسامرة منه هي الحديث في الليل، والسامر والسمّار هم القوم الذين يسمرون بالليل أي يتحدثون. من هنا ظهرت تسمية هذا الفن بمصطلح السامري المُحيل إلى الشعر الذي يتسامر به السهار ليلا، وهو ليس وزنًا من أوزان الشعر العامي، وإنما هو نوع من الشعر المخصوص بمناسبات التي يسهر فيها الناس ويتسامرون على غرار الأعراس وأجواء التولية والتهاني والأعياد.
وهو فن غنائي شعبي من الشعر النبطي وهو من الفلكلورات القديمة في الجزيرة العربية، أدخل أوزانه ذات القافيتين الأمير الشاعر محسن بن عثمان الهزاني الجلاسي الوائلي (1130 هـ - 1210 هـ، وهو من أشهر شعرائها في التاريخ الحديث، وكان يُلقّب بأمير الشعر الغزلي. ومن بعده جاء الشاعر محمد بن حمد بن لعبون (1205 هـ - 1247 هـ)، وهو شاعر من قبيلة عنزة في بلدة حرمة بنجد، ويعد من أشهر أعلام الشعر النبطي في الجزيرة العربية، فواصل الاعتناء بالفن، حيث صاغ ألحانه التي تعرف اليوم باللعبونيات نسبة إليه. ومن ثم تطور اللون الشعري فأُدخلت عليه الإيقاعات الخفيفة البسيطة كقرع الطبول والتصفيق بالأيادي، وصارت تُنْظم له قصائد خاصة تغنى بألحان شعبية سرعان ما حازت تسمية الفن السامري. السامري لون من الفنون الشعبيّة التي يلوذ بها الناس سبيلا إلى إحياء مجالس السهر الطربي، فيجتمعون في مناسبة من مناسبات أفراحهم، ويستسلمون لسلطان الليل وهو يؤالف بين وجدانياتهم بعجيب الإحساسات، ويلطّف من طبائعهم ويزيد من تأنّسهم الاجتماعي البدوي.

## أنواع السامري
1-  حسب المكان: سامري عنيزة، وحائل، والعارض، ووداي الدواسر، وبيشة، والجوف.  حيث يمتد هذا الفن بين عدد من المناطق التي يؤديه أهلها بطريقتهم.
2-  حسب الحالة الأدائية والشكل الغنائي ومتطلبات الرقص: الحوطي الذي اشتهر في أهل الحوطة وهو ثقيل وألحانه صعبة، والناقوز (أو القروي) وهو لحن طويل، والنقازي (أو الهيدا).

## الإيقاع
يذهب بعض المهتمين بفن السامري إلى القول إنّ ألحانه تبلغ الثلاثين لحنًا من أشهرها السامري النجدي والسامري الحوطي والسامري الفجري والسامري القروي. وينهض الفن السامري على إيقاعات الدفوف والمرواس. كما تفنن النجديون في تنويع إيقاعاته في ما يسمى التوريق أي اللعب أثناء الغناء. لعل من أبرز ميزات السامري أنه لا يكون إلا جماعيًا، حيث تشترك في تأديته مجموعة من الناس يتوزع بينهم إلى كلمات وإيقاعات ورقصات، تأتلف جميعها لتصنع لوحة فنية فيها من التراث ألوانه. ولأن السامري ليس شعرًا فقط، بل هو شعر يغنى ويعضد بلوحات راقصة، فقد توزعت الرقصات الشعبية بين البدوية والحضرية، فظهرت منه رقصات معينة لأهل البحر وأخرى لأهل البر، وهي: العيالة، المالد، الأهل، الدان، تقصيرة، هولو، جر الماشوة، العرضة على السفينة، النهمة، الخطيفة، الونّه، الرزيف، الطارج، التغرودة، السامري، حربية، سحبه، المناهيل.
من ميزات الرقصات الشعبية أنها تؤطر في كل واحدة منها مشهدا من مشاهد فن السامري، من جهة كونه تراثًا يحكي في ائتلاف كلماته وحركاته قصة الماضي وأصالته. السامري يختلف من منطقة إلى أخرى من مناطق المملكة العربية السعودية، ويعد فيها من أعرق ألوانها التراثية التي تمنح كل منطقة منها فرادتها الثقافية الشعبية، على غرار محافظة عنيزة وخاصة منها منطقة القصيم بنجد.
السامريّ يتكون في أغلبه من قافيتين: إحداهما للشطر الأول، والثانية للشطر الثاني، وهما معا تكونان أبيات القصيدة المغناة. إلاّ أن هناك من الشعراء والمغنين منْ خرج عن هذه القاعدة وعن هذا الأداء، إن قليلا أو كثيرا، فأصبح الشاعر يغني والمجموعة ترد عليه بمطلع الأبيات في ترجيع موقع. حيث يتوزع المغنون إلى صفين متقابلين، لكل صف منهما قسم من الطبول، ومتى رفع الشاعر من الصف الأول صوته بالبيت كاملا، أو بشطر البيت حسب نوع السامري، حتى تردده مجموعة الصف الأول ثم تتبعها فيه مجموعة الصف الثاني، وهكذا دواليك. فإذا بدل الشاعر بيته، تبدأ المجموعة تضرب الطبول، ويُسمع لها تجاوب يستمر على هذه الوتيرة حتى تنتهي القصيدة التي غالبًا ما تتكون أبياتها من عشرة أبيات تنقص أو تزيد قليلا.

## وقت أداء السامري
يؤدى فن السامري في الزفاف والمناسبات والاحتفالات وفي وقت السمر و اللهو وبعض رحلات البرية.